# Charles David Keeling

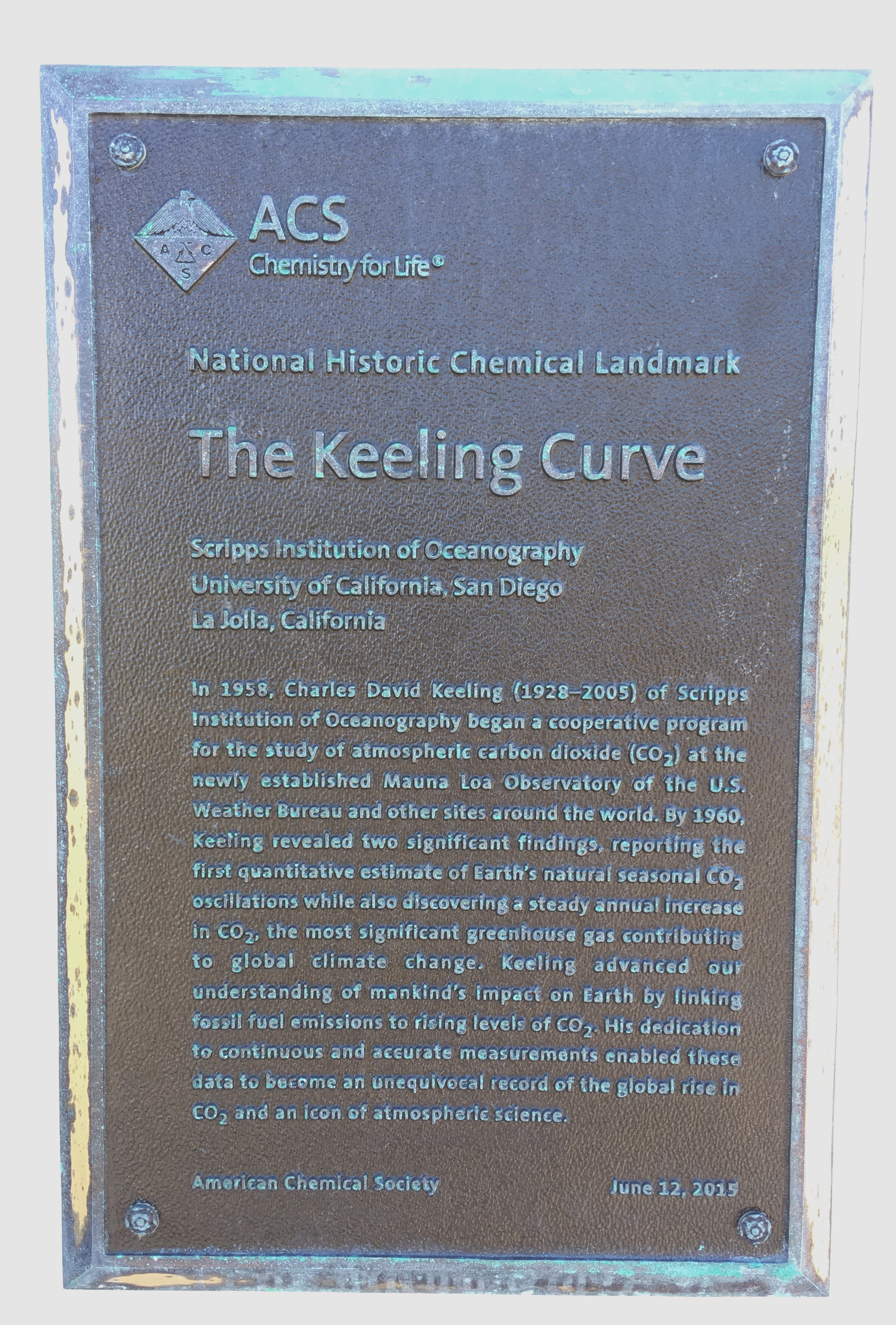
Tablica pamiątkowa
The Keeling Curve,
American Chemical Society (2015)

Charles David Keeling (ur. 20 kwietnia 1928 w Scranton (Pensylwania), zm. 20 czerwca 2005 w Hamilton (Montana)) – amerykański klimatolog, doktorant w Northwestern University (Illinois) (1954), profesor chemii w kalifornijskim Scripps Institution of Oceanography (1968). Profesor wizytujący na Uniwersytecie w Heidelbergu (lata 1969-1970) oraz na Uniwersytecie Berneńskim (lata 1979–1980). Wyniki jego wieloletnich ciągłych pomiarów stężenia dwutlenku węgla w atmosferze ziemskiej, wykonanych od 1958 roku w obserwatorium na Mauna Loa, bywają uznawane za najważniejszy zestaw danych środowiskowych, zebranych w XX wieku. Zbiór jest znany jako tzw. krzywa Keelinga. Mimo wysokiej oceny znaczenia tych wyników, co znajduje wyraz m.in. w rosnącej liczbie cytowań, inne ośrodki długo nie podejmowały podobnych badań, wymagających wytrwałości i kosztownych. 
Keeling zajmował się również tematyką różnorodności biologicznej. Jest autorem ponad 100 prac naukowych.

## Odznaczenia
- 1981 – Nagroda Drugiej Połowy Stulecia przyznana przez Amerykańskie Towarzystwo Meteorologiczne (American Meteorological Society)
- 1991 – Medal Maurice'a Ewinga przyznany przez Amerykańską Unię Geofizyczną (American Geophysical Union)
- 1993 – Nagroda Niebieskiej Planety przyznana przez Narodową Radę Japonii oraz Fundację Asahi Glass (Science Council of Japan oraz Asahi Glass Foundation)
- 1997 – Nagroda Za Wybitne Osiągnięcia przyznana przez wiceprezydenta Stanów Zjednoczonych Ala Gore
- 2002 – Narodowy Medal Nauki przyznany przez prezydenta Stanów Zjednoczonych George'a W. Busha
- 2005 – Nagroda Tylera Za Osiągnięcia Na Rzecz Środowiska

## Publikacje (wybór)
- Interannual extremes in the rate of rise of atmospheric carbon dioxide since 1980, Nature 375:666–670, 1995
- Increased activity of northern vegetation inferred from atmospheric CO2, Nature 382:146–149, 1996
- Increased plant growth in the northern high latitudes from 1981 to 1991, Nature 386:698–702, 1997